# Hellula undalis
Hellula undalis is een vlinder uit de familie grasmotten (Crambidae). De wetenschappelijke naam is voor het eerst gepubliceerd in 1781 door Johan Christian Fabricius.

## Verspreiding
De soort komt voor in alle gematigde, subtropische en tropische delen van de wereld voor. In de gematigde streken van Europa is deze soort een zeer zeldzame tot schaarse trekvlinder. Aan de Engelse zuidkust wordt deze soort met enige regelmaat aangetroffen.

### Voorkomen in Nederland en België
In Nederland is deze soort een zeer zeldzame trekvlinder. In België is deze soort nog niet aangetroffen.

## Waardplanten
De rupsen leven in verschillende planten, vooral uit de kruisbloemenfamilie (Brassicaceae). Ze worden als een plaag voor de land- en tuinbouw beschouwd, omdat ze onder meer mineren in broccoli, radijs, knolraap en andere teelten uit die familie. In het Afrotropisch gebied kan de rups behalve de eerder genoemde soorten nog worden gevonden op Moricandia arvensis, Moricandia suffruticosa, Diplotaxis pendula (Brassicaceae), Cleome gynandra, Cleome arabica (Capparidaceae) en Clitoria sp. (Fabaceae).